# サマンサ・シザーリオ
サマンサ・シザーリオ（英語: Samantha Cesario、1993年8月21日 - ）は、アメリカ合衆国の女性元フィギュアスケート選手。

## 経歴
7歳の時にスケートを始める。2010年にガルデナスプリング杯で国際大会デビュー。
2010-2011シーズン、ISUジュニアグランプリに初出場し、ルーマニア大会で4位。イースタン・セクショナルは優勝するものの全米選手権は背中の怪我のために欠場した。
2011-2012シーズン、ISUジュニアグランプリではタリン杯とバルティック杯の両方で銅メダルを獲得。全体では7位の成績となり、上位6名が出場できるジュニアグランプリファイナルの出場を逃した。全米選手権は膝の怪我のために欠場した。
2012-2013シーズン、ISUジュニアグランプリのオーストリア大会では3位だったが、ブラエオン・シュベルター杯ではSPの後に欠場。3年ぶりに出場した全米選手権は8位で、世界ジュニア選手権の代表に初選出された。SPでは1位だったが、FSでは5つの回転不足をとられてスコアが伸びず、4位に順位を落とした。
2013-2014シーズン、シニアクラスへ移行。当初はFSにタイタニックを選んでいたがしっくり来ず、3シーズンの間SPで使用したカルメンにプログラムを変更した。USインターナショナルクラシックでは銅メダルを獲得。全米選手権はSP11位からFS4位と巻き返し過去最高の5位だった。初出場の四大陸選手権は8位だった。
2014-2015シーズン、振付を変更し5シーズン連続でカルメンをプログラムに選択。フィンランディア杯では銀メダルを獲得した。全米選手権では前年と同じくSP11位と出遅れFS5位と挽回。総合では2年連続で5位だった。アシュリー・ワグナーの出場辞退により四大陸選手権に繰り上がり出場し前年と同じく8位となった。
2015年5月に引退を発表。膝の過剰回内に苦しんでおり、それが引退を決断させる大きな要因となった。引退後は自身のコーチのゲルダーマンの元でスケートを教えて行く。

## 主な戦績
| 大会/年              | 2008-09 | 2009-10 | 2010-11 | 2011-12 | 2012-13 | 2013-14 | 2014-15 |
| -------------------- | ------- | ------- | ------- | ------- | ------- | ------- | ------- |
| 四大陸選手権         |         |         |         |         |         | 8       | 8       |
| 全米選手権           | 6 J     | 14      | 棄権    |         | 8       | 5       | 5       |
| GPエリック杯         |         |         |         |         |         | 4       | 7       |
| GPスケートアメリカ   |         |         |         |         |         | 5       | 4       |
| CSフィンランディア杯 |         |         |         |         |         |         | 2       |
| USクラシック         |         |         |         |         |         | 3       |         |
| 世界Jr.選手権        |         |         |         |         | 4       |         |         |
| JGPオーストリア      |         |         |         |         | 3       |         |         |
| JGP B.シュベルター杯 |         |         |         |         | 棄権    |         |         |
| JGPタリン杯          |         |         |         | 3       |         |         |         |
| JGPバルティック杯    |         |         |         | 3       |         |         |         |
| JGPブラショフ杯      |         |         | 4       |         |         |         |         |
| ガルデナスプリング杯 |         | 1       |         |         |         |         |         |

### 詳細
| 2014-2015 シーズン    |                                                          |          |          |          |
| 開催日                | 大会名                                                   | SP       | FS       | 結果     |
| 2015年2月9日 - 15日   | 2015年四大陸フィギュアスケート選手権（ソウル）           | 9 54.95  | 7 111.81 | 8 166.76 |
| 2015年1月17日 - 25日  | 全米フィギュアスケート選手権（グリーンズボロ）           | 11 59.21 | 5 123.61 | 5 182.82 |
| 2014年11月21日 - 23日 | ISUグランプリシリーズ エリック・ボンパール杯（ボルドー） | 7 55.19  | 6 106.51 | 7 161.70 |
| 2014年10月24日 - 26日 | ISUグランプリシリーズ スケートアメリカ（シカゴ）         | 4 58.96  | 4 115.62 | 4 174.58 |
| 2014年10月9日 - 12日  | ISUチャレンジャーシリーズ フィンランディア杯（エスポー） | 5 50.79  | 2 108.61 | 2 159.40 |

| 2013-2014 シーズン    |                                                            |          |          |          |
| 開催日                | 大会名                                                     | SP       | FS       | 結果     |
| 2014年1月20日 - 25日  | 2014年四大陸フィギュアスケート選手権（台北）               | 6 57.40  | 8 107.47 | 8 164.87 |
| 2014年1月5日 - 12日   | 全米フィギュアスケート選手権（ボストン）                   | 11 54.88 | 4 119.09 | 5 173.97 |
| 2013年11月15日 - 17日 | ISUグランプリシリーズ エリックボンパール杯（パリ）         | 5 56.55  | 4 116.15 | 4 172.70 |
| 2013年10月18日 - 20日 | ISUグランプリシリーズ スケートアメリカ（デトロイト）       | 8 53.51  | 5 114.47 | 5 167.98 |
| 2013年9月11日 - 15日  | 2013年USインターナショナルクラシック（ソルトレイクシティ） | 5 47.91  | 2 109.38 | 3 157.29 |

| 2012-2013 シーズン     |                                                                |          |          |          |
| 開催日                 | 大会名                                                         | SP       | FS       | 結果     |
| 2013年2月25日 - 3月3日 | 2013年世界ジュニアフィギュアスケート選手権（ミラノ）           | 1 54.69  | 4 99.86  | 4 154.55 |
| 2013年1月20日 - 27日   | 全米フィギュアスケート選手権（オマハ）                         | 7 55.74  | 6 114.41 | 8 170.15 |
| 2012年10月10日 - 14日  | ISUジュニアグランプリ ブラエオン・シュベルター杯（ケムニッツ） | 10 42.36 | -        | 棄権     |
| 2012年9月12日 - 16日   | ISUジュニアグランプリ オーストリア（リンツ）                   | 4 54.38  | 2 103.34 | 3 157.72 |

| 2011-2012 シーズン    |                                                    |         |          |          |
| 開催日                | 大会名                                             | SP      | FS       | 結果     |
| 2011年10月13日 - 15日 | ISUジュニアグランプリ タリン杯（タリン）           | 3 54.74 | 3 91.22  | 3 145.96 |
| 2011年9月15日 - 17日  | ISUジュニアグランプリ バルティック杯（グダンスク） | 3 52.22 | 3 101.62 | 3 153.84 |

| 2010-2011 シーズン  |                                                  |         |         |          |
| 開催日              | 大会名                                           | SP      | FS      | 結果     |
| 2010年9月8日 - 12日 | ISUジュニアグランプリ ブラショフ杯（ブラショフ） | 7 43.01 | 5 79.38 | 4 122.39 |

| 2009-2010 シーズン   |                                                       |          |          |           |
| 開催日               | 大会名                                                | SP       | FS       | 結果      |
| 2010年4月1日 - 3日   | 2010年ガルデナスプリング杯 ジュニアクラス（ガルデナ） | 1 53.23  | 1 87.86  | 1 141.09  |
| 2010年1月14日 - 24日 | 全米フィギュアスケート選手権（スポケーン）            | 16 44.33 | 15 74.87 | 14 119.20 |

| 2008-2009 シーズン   |                                                               |         |         |          |
| 開催日               | 大会名                                                        | SP      | FS      | 結果     |
| 2009年1月18日 - 25日 | 全米フィギュアスケート選手権 ジュニアクラス（クリーブランド） | 6 43.47 | 4 77.43 | 6 120.90 |

## プログラム使用曲
| シーズン  | SP                                                    | FS | EX                                                          |
| --------- | ----------------------------------------------------- | --- | ----------------------------------------------------------- |
| 2014-2015 | Danza Mora by Dr. Samy Farag                          | カルメン組曲 作曲：ジョルジュ・ビゼー 編曲：ロディオン・シチェドリン 演奏：ジュゼッペ・グラツィオーリ & ミラノ・ジュゼッペ・ヴェルディ交響楽団 | すてきなsomebody ボーカル：ホイットニー・ヒューストン       |
| 2013-2014 | Fever 作曲：オーティス・ブラックウェル                | 映画『タイタニック』サウンドトラックより 作曲：ジェームズ・ホーナーカルメン組曲 作曲：ジョルジュ・ビゼー 編曲：ロディオン・シチェドリン        | Love Without Tragedy/Mother Mary We Found Love 曲：リアーナ |
| 2012-2013 | カルメン組曲 演奏：デイヴィッド・ギャレット           | 映画『ブラック・スワン』サウンドトラックより 編曲：クリント・マンセル                                                                          | The 20th Century Fox Mambo ボーカル：キャサリン・マクフィー |
| 2011-2012 | カルメン組曲 演奏：デイヴィッド・ギャレット           | 映画『ブラック・スワン』サウンドトラックより 編曲：クリント・マンセル                                                                          |                                                             |
| 2010-2011 | カルメン組曲 演奏：デイヴィッド・ギャレット           | ラ・マンチャの男 作曲：ミッチ・リイ 演奏：ボストン・ポップス・オーケストラ                                                                     |                                                             |
| 2009-2010 | ボヘミアン・ラプソディ 曲：クイーン                   | 黒い瞳 演奏：ライオネル・ハンプトン |                                                             |
| 2008-2009 | タンゴ・デ・ロス・エクシラドス 演奏：ヴァネッサ・メイ | トスカ 作曲：ジャコモ・プッチーニ |                                                             |